# Studentkortet
Studentkortet är ett rabatt- och förmånskort som riktar sig till studenter på högskolor och universitet i Sverige. Kortet ges ut av företaget Studentkortet i Sverige AB. Kortet lanserades 1995 av Sveriges förenade studentkårer i syfte att samla alla studentrabatter på ett kort. Idag är Studentkortet ett bolag inom Universumkoncernen.